# Billy Gilman
Billy Gilman, właśc. William Wendell Gilman III (ur. 24 maja 1988 w Westerly) – amerykański piosenkarz country.
W wieku 12 lat Gilman zadebiutował piosenką „One voice”, która znalazła się na szczycie listy przebojów country magazynu „Billboard”. Album o tym samym tytule został wydany przez Epic Records i zdobył podwójną platynową płytę w Stanach Zjednoczonych. Jego kolejne albumy to Classic Christmas i Dare to Dream (2001), obydwa uznane za złote. W 2005 wyszedł jego album zatytułowany Everything and More, oraz, rok później, Billy Gilman (2006).

## Dyskografia
- 2000: One Voice
- 2001: Dare to Dream
- 2003: Music Through Heartsongs
- 2005: Everything and More
- 2006: Billy Gilman